# Alcyon (equip ciclista)
L'Alcyon va ser un equip ciclista professional francès que es va mantenir en actiu entre 1906 i 1958. Era patrocinat per la casa de bicicletes, automòbils i motocicletes francesa Alcyon.

## Història
L'equip va guanyar el Tour de França en quatre ocasions abans de la Primera Guerra Mundial, amb François Faber el 1909, Octave Lapize el 1910, Gustave Garrigou el 1911 i Odile Defraye el 1912. L'Alcyon també va guanyar el premi per equips al Tour de França de 1909 a 1912 i entre 1927 i 1929.
Immediatament després de la Primera Guerra Mundial l'Alcyon igual com moltes altres empreses de bicicletes es va unir en un consorci que donava feina a molts ciclistes sota el nom de La Sportive. Aquest consorci guanyaria el Tour de França 1919 a 1921. Aquest consorci es va desfer el 1922 i les empreses membres, que incloïen Automoto, Peugeot i Alcyon reiniciaren els seus equips ciclistes per separat. L'Alcyon es va convertir en un equip molt fort, que va dominar el Tour de França, amb tres victòries, gràcies a Nicolas Frantz, el 1927 i el 1928 i Maurice de Waele el 1929.
El 1930 els organitzadors del Tour de França van decidir que la carrera havia de ser disputada per equips nacionals. S'ha dit que això es va fer per trencar la dominació d'alguns dels equips comercials, sobretot l'Alcyon. Com a resultat l'Alcyon va deixar de dominar la carrera, però no pas els seus corredors, que enrolats a les files de l'equip nacional francès guanyaren la cursa el 1930 i 1932, amb André Leducq, el 1933, amb Georges Speicher i els belgues Romain Maes i Sylvère Maes el guanyaren el 1935, 1935 i 1939.
Després de la Segona Guerra Mundial el nom de l'equip va canviar a Alcyon-BP (1946-1949) i Alcyon-Dunlop (1950-1958). L'equip deixà d'estar patrocinat a partir de 1958, tot i que el 1961 es mantenia l'equip Alcyon-Leroux dirigit per Georges Speicher i Paul Wiegant, anomenant-se Gitane-Leroux l'any següent.

## Principals victòries
Clàssiques
- Fletxa Valona. 1947, 1962
- Gant-Wevelgem. 1946, 1947, 1950, 1955
- Lieja-Bastogne-Lieja. 1921, 1922, 1923, 1924, 1936, 1937, 1945, 1953
- Milà-Sanremo. 1908, 1910, 1911, 1912, 1913, 1955
- París-Roubaix. 1908, 1910, 1925, 1930, 1931, 1933, 1935, 1937, 1939, 1944, 1945, 1953
- Tour de Flandes. 1914, 1934, 1939, 1948
- Volta a Llombardia. 1913

Curses per etapes
- Tour de França. 1909, 1910, 1911, 1912, 1927 i 1929
- Volta a Espanya. 1947
- París-Niça. 1934

Campionats nacionals
- Campionat de Bèlgica en ruta. 1908, 1909, 1919, 1922, 1926, 1934, 1935, 1936, 1937, 1942, 1946, 1947
- Campionat de França en ruta. 1909, 1936, 1937, 1938, 1942, 1943, 1944
- Campionat de Luxemburg en ruta. 1924, 1925, 1927, 1928, 1929, 1930, 1931, 1932, 1933, 1937, 1938
- Campionat d'Alemanya en ruta. 1937

Campionats del món
- Campionats del món en ruta. 1933, 1935, 1937, 1948